# Puig d'en Paga
El Puig d'en Paga  és una muntanya de 212 metres que es troba al municipi del Port de la Selva, a la comarca catalana de l'Alt Empordà.